# Mormaer

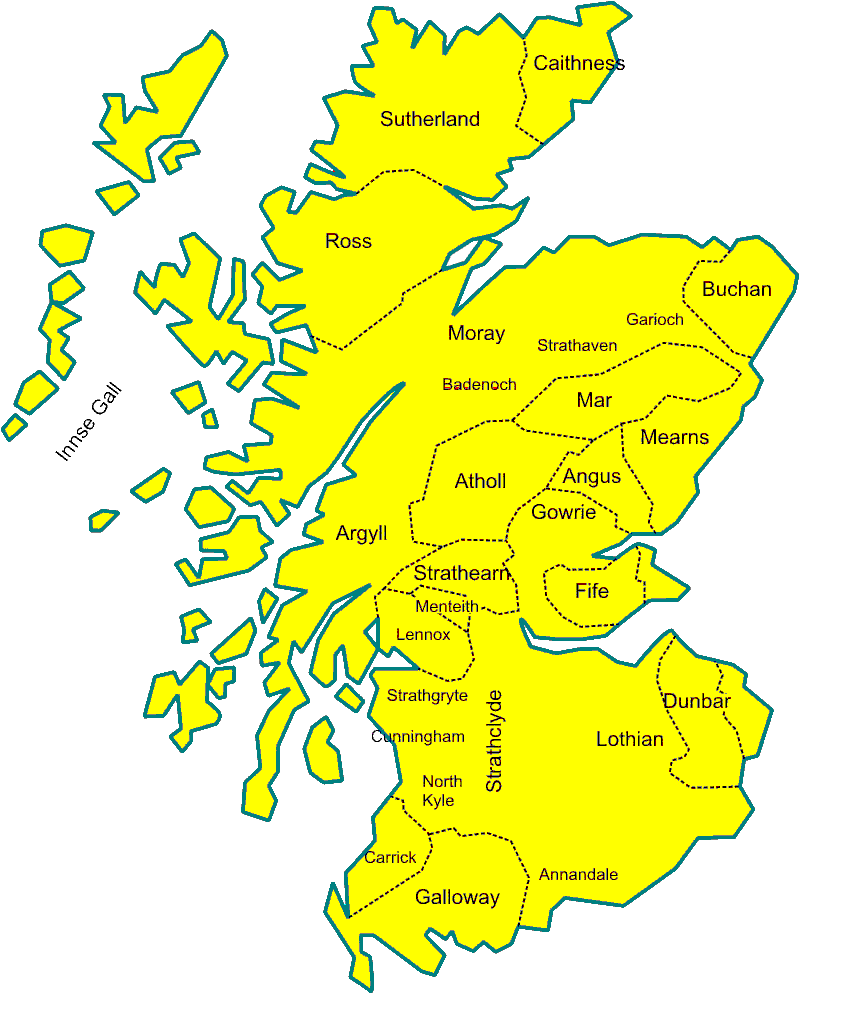
Carte du royaume des Scots médiéval

Mormaer est un titre pour désigner un souverain régional ou provincial dans le royaume des Scots médiéval. En théorie, bien que cela n'ait pas toujours été vrai dans la réalité, un mormaer venait juste après le roi d'Écosse en termes de statut, et était supérieur au toísech (en).

## Origine
L'étymologie est débattue entre « Great Steward » (qui incorpore du gaélique et du picto-latin), et « Sea Lord » (peut-être les défenseurs contre les attaques des Vikings). Les historiens ne savent pas si cette institution était d'origine gaélique ou picte. Mais il est avéré que le mot Mormaer date seulement de la période post-picte, ce qui rend donc difficile de soutenir l'origine picte de la fonction. Un autre débat a également lieu pour déterminer si le terme mormaer ne serait pas simplement l'équivalent sur la côte est de Kinglet (en écossais ruirí ou rí). Pour le Bas Moyen Âge, on ne connaît pas les différences exactes entre un Mmormaer et un toisech. Les premières sources écossaises en latin utilisent le mot thanus (Thane) pour désigner un Toisech. Ce mot provient des terres anglo-saxonnes du sud. Il est possible que thanus et comes, ainsi que Mormaer et Toisech, désignaient tous à l'origine la même fonction, ou du moins qu'il ne faisaient pas partie d'une hiérarchie organisée comme nous sommes parvenu à le penser.

## Les premiers mormaers
La charge de mormaer est pour la première fois mentionnée dans le cadre de la bataille de Corbridge (918), dans les Annales d'Ulster. Le premier mormaer nommé est Dubacan mac Indrechtaich (en), un des compagnons de Amlaib, le fils du roi Causantín II. Sa mort à la bataille de Brunanburh (937) est notée dans la Chronique des Rois d'Alba où il est mentionné comme mormair Oengusa (=mormaer d'Angus).
Trois autres mormaersː Ceallach mac Fionnguine, Ceallach mac Bairid, et Donnchadh mac Morgand sont nommés, bien que sans indication de provinces, dans les Annales de Tigernach, en 976. Cependant, les premiers mormaers de chaque province sont souvent inconnus jusqu'au XIIe siècle, époque à laquelle le mormaer est référencé dans les textes Latins sous le nom de Comes. Les Annales des quatre maîtres indiquent toutefois qu'un certain « Domhnall mac Eimhin mac Cainneach mormaer de Mair en Alba » participa à la Bataille de Clontarf en 1014 dans les rangs de l'Ard rí Érenn Brian Boru.
Parmi les mormaers dont on a conservé la trace, on peut citer Findláech MacRory (Findláech mac Ruaidrí) Mormaer de Moray vers 990 à 1020, qui fut le père de Macbeth Ier, lui-même Mormaer de Moray en 1032, avant de devenir roi d'Écosse, après l'assassinat de Duncan Ier en 1040. Il s'agit du Macbeth rendu célèbre par la pièce éponyme de William Shakespeare dont il est le héros (Macbeth), dans laquelle, même si Shakespeare s'est inspiré d'un personnage réel, les circonstances de la tragédie sont complètement fictives et n'ont pas grand-chose à voir avec la vie et le règne du roi picte, qui régna en Écosse de 1040 à 1057.

## Mormaers et autres seigneuries
Un mortuath ou mormaerdom (« territoire du mormaer ») n'était pas simplement une seigneurie régionale, mais possédait également un rang officiel de comté. C'est pourquoi d'autres seigneuries, souvent beaucoup plus puissantes telles que celles des Seigneurs de Galloway (en) , d'd'Argyll (en) et d'Innse Gall, n'étaient pas et ne furent pas appelées mortuath, mormaerdoms ou earldoms.